# 我的家裡空無一物
《我的家裡空無一物》，2016年2月起於日本NHK BS Premium電視台每週六22:30 - 22:59（JST）播出的電視連續劇，夏帆主演。此劇改編自日本漫畫家緩莉舞（ゆるりまい）的同名漫畫短篇，主題為「斷捨離」。

## 出版資訊
日文版
- （2013年2月28日，enterbrain，ISBN 978-4-04-728683-2）
- （2013年8月31日，enterbrain，ISBN 978-4-04-729121-8）
- （2014年4月28日，enterbrain，ISBN 978-4-04-729490-5）
- （2015年2月28日，enterbrain，ISBN 978-4-04-730195-5）
- （2016年2月5日，ISBN 978-4-04-734006-0）

正體中文版
- （2014年11月，遠流，ISBN 978-9-57-327459-9）

## 劇情概要
從小總是把自己房間搞得亂七八糟、懶得整理的麻衣（夏帆 飾），因學生時期某次失戀的打擊打算上吊自殺，但此時卻猛然驚覺，要是自己遺體是在如此髒亂的房間被發現，那有多丟臉……。於是麻衣開始奮發整理清掃。此後，「瘋狂丟棄東西」便成了麻衣生活上最大的愛好，追求多一物不如少一物的生活環境則是麻衣人生最高目標，麻衣深深的以「丟東西變態」此稱號為自豪。
而因東日本大震災，麻衣原居住的老家全毀，母親（朝加真由美 飾）與祖母（江波杏子 飾）必須與麻衣夫婦同住，愛囤積物品的母親和祖母起初與麻衣對立，但麻衣各種收納整理的原則不僅感染了丈夫阿勉（近藤公園 飾），生活上因麻衣力行斷捨離所產生的各種便利，也漸漸改變了同住的母親和祖母兩人的想法，一家人反而感情變得更為和睦。
祖母因病過世後，麻衣和母親一一開始檢視祖母的遺物，討論到「如果自己過世，會想留下什麼給對方」……。

## 登場角色

### 主要人物
- 麻衣：夏帆
- 麻衣的丈夫阿勉：近藤公園
- 麻衣的母親富美：朝加真由美
- 麻衣的祖母初子：江波杏子
- 麻衣的朋友菊池：趣里
- 麻衣的後輩真美：大久保聰美（日语：大久保聡美）

### 短篇教室
- 啥都沒有研究室 室長：塩屋浩三（配音）
- 啥都沒有研究室 貓型研究機器人 くるり：高橋花林（配音）
- 啥都沒有研究室 新貓型研究機器人 ぽっけ：高橋花林（配音）

## 幕後班底
- 原作：緩莉舞《少物好生活：捨棄無用之物，讓家成為真正抒壓的地方》（わたしのウチには、なんにもない。）
- 劇本：新井友香
- 導演：有働佳史
- 配樂：吉田ゐさお
- 片頭曲：《角部屋、6帖、1DK。》みさきぼっち
- 片尾曲：《眠っているあいだに》Beautiful Hummingbird（日语：ビューティフルハミングバード）
- 製作人：梶原富治
- 出品：NHK電視台

## 播出日程
| 集數 | 播出日期 | 標題               |
| ---- | -------- | ------------------ |
| 1    | 2月6日   | 丟東西變態參上！！ |
| 2    | 2月13日  | 值得記念的失戀     |
| 3    | 2月20日  | 變態的家人         |
| 4    | 2月27日  | 決定性的搬家       |
| 5    | 3月5日   | 仙台衣櫃回魂！     |
| 6    | 3月12日  | 心的整理要慢慢來   |

## 延伸閱讀
- 《產經新聞》夏帆專訪 （页面存档备份，存于）

## 外部連結
- NHK電視台官方網站 （页面存档备份，存于）
- NHK電視台官方專訪 - 夏帆